# 沈謙 (1947年)
沈谦（1947年2月—2006年1月2日），笔名思谦，江苏省东台县人。台湾文心雕龍学學家、文艺学家、修辞学家、教育家、社会活动家、讲演家，历任中兴大学中文系主任、空中大学文学系主任、玄奘大学中文系主任等职。

## 生平
早年，聽從李曰刚等讲授《文心雕龙》，以《文心雕龍批評論發微》一文得到台灣師範大學國文研究所學位。2006年1月2日，因元旦晚上趕寫約稿，猛覺心臟不適，離世。